# Niseema Theillaud
Monique Niseema Theillaud,,,,, dite Niseema Theillaud, Monique Theillaud ou parfois simplement Niseema, est une actrice française née le 19 mars 1952.

## Biographie
Niseema Theillaud est mariée à Jean-Claude Cotillard, comédien, mime, metteur en scène et pédagogue. Ils ont trois enfants : Marion Cotillard (née en 1975), comédienne; Guillaume Cotillard (né en 1977), scénariste, comédien et réalisateur; et Quentin Cotillard (né en 1977), peintre, sculpteur et co-dirigeant d'une agence digitale, établi à San Francisco (Californie, États-Unis).
Elle est directrice d'acteurs et professeur. Elle enseigne l'art dramatique au conservatoire à rayonnement départemental d'Orléans ; sa fille Marion y a obtenu le premier prix, en 1994.
Niseema Theillaud est également directrice d'acteurs de la Cotillard compagnie.
Elle est devenue grand-mère de Marcel, né en 2011 et de Louise, née en 2017 de Marion Cotillard et Guillaume Canet,.

### Formation
Les artistes Maximilien Decroux et Jean Périmony furent ses principaux formateurs[réf. nécessaire].

## Filmographie

### Cinéma

#### Longs métrages
- 1999 : Du bleu jusqu'en Amérique de Sarah Lévy : la mère de Solange
- 2010 : Les Petits Mouchoirs de Guillaume Canet : Sabine
- 2011 : Pourquoi tu pleures ? de Katia Lewkowicz : Josy
- 2011 : Switch, de Frédéric Schoendoerffer : Alice Serteaux
- 2014 : 96 heures de Frédéric Schoendoerffer : la préfète
- 2014 : The Smell of Us de Larry Clark : Catherine
- 2015 : Familles je vous aime de Gabriel Julien-Laferrière
- 2016 : Sous le même toit de Dominique Farrugia : Joséphine
- 2016 : Merrick de Benjamin Diouris : Mila
- 2017 : Je ne suis pas un homme facile d'Éléonore Pourriat : Brigitte Magre
- 2018 :  Love Addict de Frank Bellocq : Mme Roland
- 2019 : Quand on crie au loup de Marilou Berry : Mme Van de Broeck
- 2020 : L'Aventure des Marguerite de Pierre Coré : Grand-mère
- 2020 : The Only One de Noah Gilbert : Madame Gerard

#### Courts métrages
- 2007 : Les Stations du ciel de Jay Alanski
- 2008 : Tissus et os, de Daniel Antônio
- 2008 : La Clef du problème de Guillaume Cotillard : femme de l'appartement
- 2009 : La Salamandre de François Chabert et Françoise Mélot : Nicole
- 2012 : Pari de Jovanka Šopalović : Jasmine
- 2013 : Par consentement mutuel de Guillaume Cotillard : la mère d'Astrid
- 2015 :  Sugar de Marguerite Lefranc
- 2019 : L'anniversaire de Mamie de Delphine Alexandre & Delphine Poudou : Chantal
- 2022 : Une journée ordinaire de Despina Ricci : Maria

### Télévision
- 1982 : L'Ours en peluche d’Édouard Logereau
- 2008 : Nerdz : la femme à la pelle, madame Vitalis (saison 2, épisodes 14-15)
- 2008 : La Fille du silence de Jean-Xavier de Lestrade
- 2009 : Insoupçonnable de Benoît d'Aubert : directrice de la maison de retraite
- 2011-2012 : Plus belle la vie : Armande Tressere (saisons 7-8)[11]
- 2013 : Mange  de J. Ducournau et V. Bramly
- 2013 : Clash de Pascal Lahmani : Colette (saison 1, épisode 4)
- 2014 : Profilage d'Alexandre Laurent : Solène Marini (saison 4, épisode 4)
- 2014 : Engrenages : Madame Borel (saison 4, épisodes 7 et 9)
- 2015 : Le Secret d'Élise d'Alexandre Laurent : Marie Sévérac
- 2015 : Persuasif de Harold Varango : Jeanne
- 2017-2018 : Parlons peu... Parlons Cul de : La mère de Juliette
- 2019 : Munch, saison 3 épisode 4 : Claudine Richard
- 2021 : Noël à tous les étages (Téléfilm) de Gilles Paquet-Brenner : Jackie
- 2021 : Meurtres en Berry (Téléfilm) de Floriane Crépin : Delphine Tissier
- 2021 : Mensonges (mini-série), épisode 4 : Sylvie Martino
- 2021 : Tender (mini-série) : Mamina
- 2022 : The Fear Index : Marie-Claude

### Roman-Photo
- 2016 : Le Secret du L.Y.S : Hildegarde, de Antoine Besson et Claude Defresne

## Théâtre
- Opéré d'urgence, mise en scène de Jean-Claude Cotillard
- Errance, mise en scène de Jean-Claude Cotillard
- Répertoire 5, mise en scène de Daniel Mesguich. Festival d'Avignon
- La Troade de Robert Garnier : Andromache
- La vallée de l'ombre de la mort d'après Malcolm Lowry et mise en scène d'Aurélien Recoing : Maria
- Coriolan d'après William Shakespeare et mise en scène de Bernard Sobel : Virgilia
- L'heure de mon plus grand silence d'après Friedrich Nietzsche : Kif
- La kabbale selon Aboulafia mise en scène par Michel de Maulne : la papesse Jeanne
- Les jurées de la halle de Robert Angebaud : madame Fanchette
- Jeanne d'Arc au bûcher d'Arthur Honegger : Jeanne d'Arc
- Caravanserail de Philippe Crubezy : Maria
- Les Chansons de Bilitis de Pierre Louÿs : Bilitis
- Le Roi David d'Arthur Honegger : la Pythonisse

## Directrice d'acteurs de la Cotillard compagnie
- Le travail, écrit avec Jean-Claude Cotillard
- La Vie en rose
- Occupe-toi de moi
- Trekking
- Les hommes naissent tous EGO
- Opéré d'urgence, mise en scène de Jean-Claude Cotillard
- Le Regard d'Antoine
- Les Pieds dans la confiture
- Errance, mise en scène de Jean-Claude Cotillard
- Juvenia j'espère